# Pachebotul Normandie

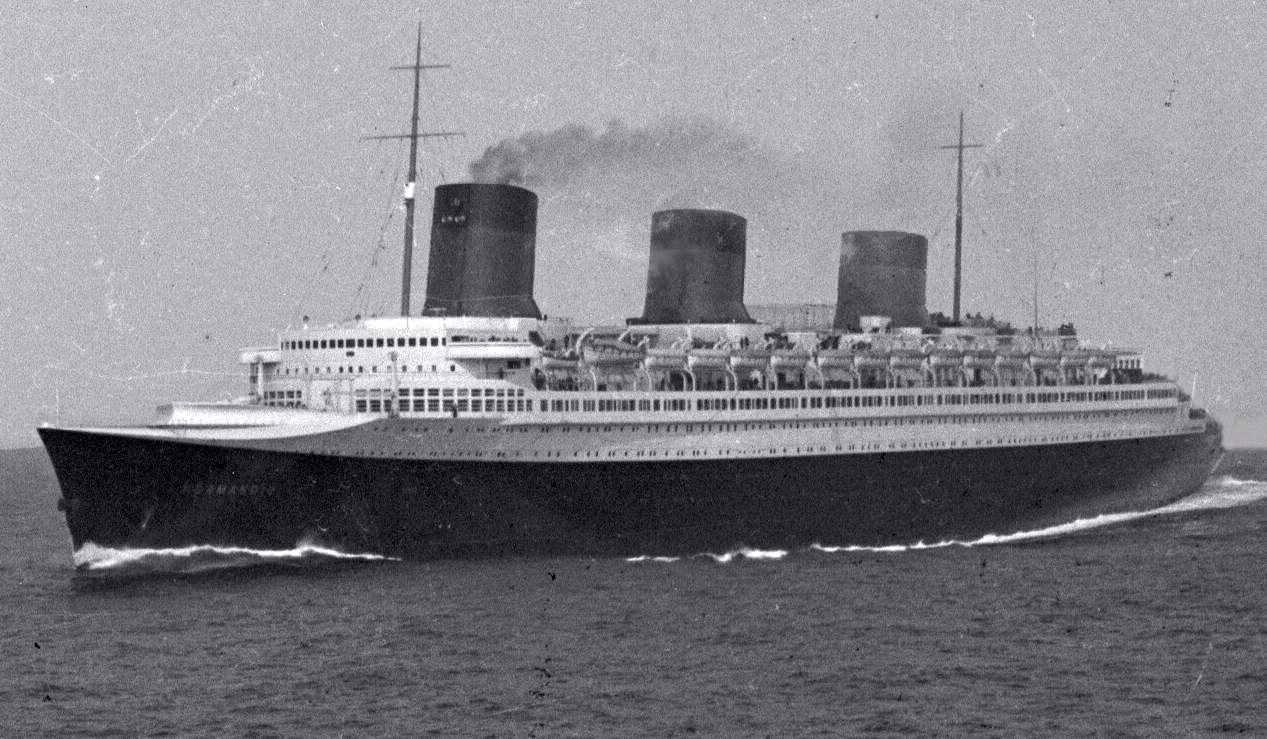
SS Normandie în 1936

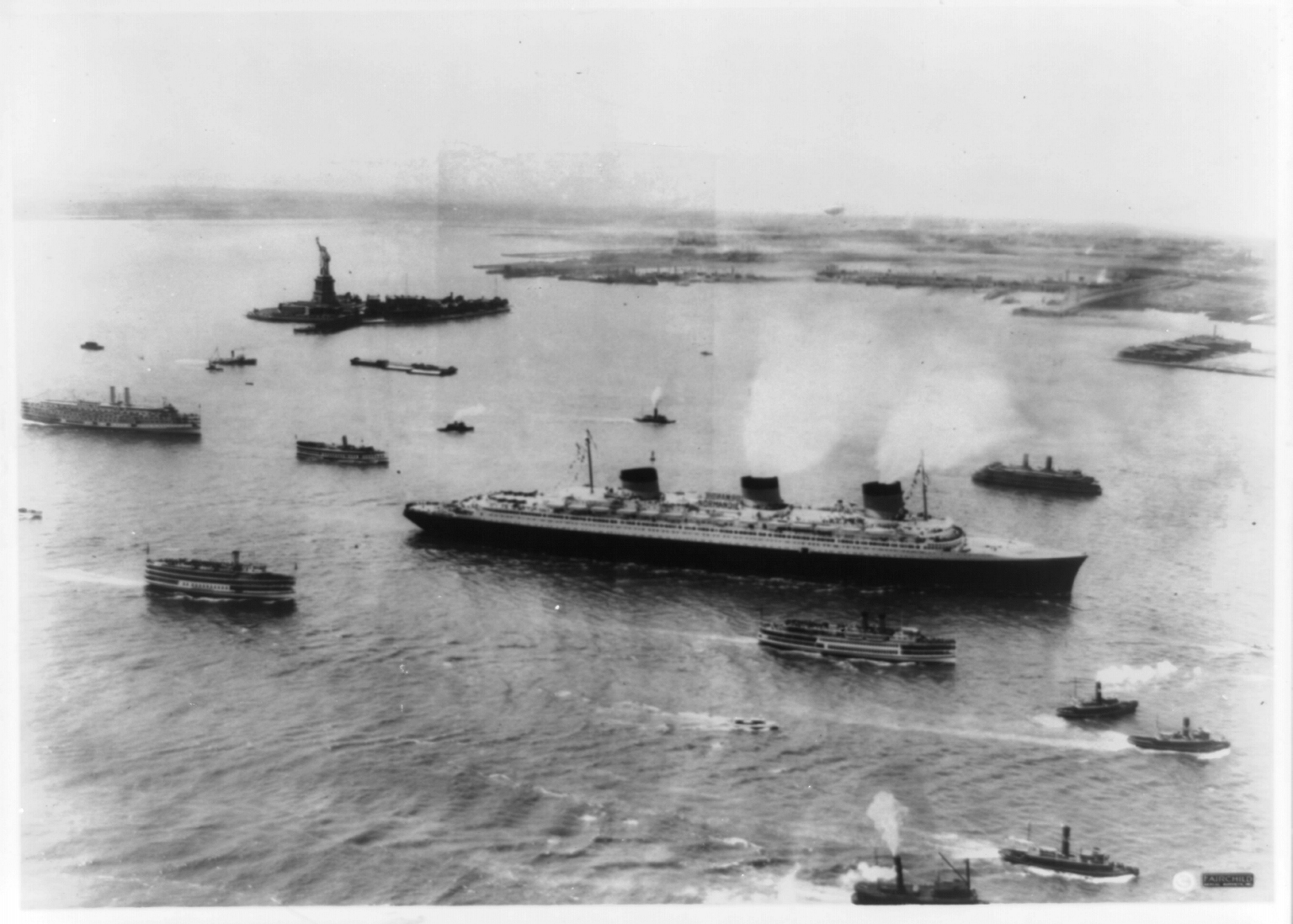
SS Normandie sosind în portul New York în prima călătorie

SS Normandie a fost cel mai mare transatlantic al Franței și unul din cele mai mari ale secolului XX. A fost prima navă la care s-a adoptat forma de bulb a etravei pentru reducerea rezistenței la înaintare. A câștigat trofeul Panglica albastră în 1935 și 1937 parcurgând distanța dintre Le Havre și New York în 4 zile și 2 ore.
În perioada celui de-al doilea război mondial a fost capturată de către S.U.A., apoi după conversie folosită pentru transportul de trupe între S.U.A. și Anglia. În 1942, pe timpul staționării în portul New York, a fost complet distrusă de un incendiu de mari proporții. După război, în 1946-1947, este tăiată ca fier vechi în portul Newark, New Jersey.

## Date tehnice
- Proprietar: Compagnie Générale Transatlantique
- Constructor: Șantierul naval Penhoet, Saint Nazaire, Franța
- Lansare la apă: 29 octombrie 1932
- Prima călătorie: 29 mai 1935 Le Havre - New York
- Lungime totală: 313,75 m
- Lățime: 35,90 m
- Pescaj: 11,16 m
- Deplasament: 79.280 tdw
- Nr. de punți: 12
- Nr. de cazane: 29 (plus 4 auxiliare)
- Propulsie: Patru motoare turbo-electrice de 40 000 CP fiecare
- Viteza de croazieră: 29 Nd
- Viteza maxima: 32,2 Nd
- Pasageri: clasa 1 848, clasa a 2-a 670, clasa a 3-a 54
- Ofițeri și echipaj: 1345 [1]